# Phanaeus difformis
Phanaeus difformis là một loài bọ cánh cứng trong họ Bọ hung (Scarabaeidae).